# العلاقات الأنغولية العراقية
العلاقات الأنغولية العراقية هي العلاقات الثنائية التي تجمع بين أنغولا والعراق.

## مقارنة بين البلدين
هذه مقارنة عامة ومرجعية للدولتين:
| وجه المقارنة                                              | أنغولا           | العراق                       |
| --------------------------------------------------------- | ---------------- | ---------------------------- |
| المساحة (كم2)                                             | 1.25 مليون       | 437.07 ألف                   |
| عدد السكان (نسمة)                                         | 29.78 مليون      | 38.27 مليون                  |
| الكثافة السكانية (ن./كم²)                                 | 23.82            | 87.56                        |
| العاصمة                                                   | لواندا           | بغداد                        |
| اللغة الرسمية                                             | اللغة البرتغالية | اللغة العربية، اللغة الكردية |
| العملة                                                    | كوانزا أنغولي    | دينار عراقي                  |
| الناتج المحلي الإجمالي (بليون دولار)                      | 124.21 مليار     | 197.72 مليار                 |
| الناتج المحلي الإجمالي (تعادل القوة الشرائية) بليون دولار | 184.83 مليار     | 560.73 مليار                 |
| الناتج المحلي الإجمالي الاسمي للفرد دولار أمريكي          | 4.10 ألف         | 4.94 ألف                     |
| الناتج المحلي الإجمالي للفرد دولار أمريكي                 |                  | 15.06 ألف                    |
| مؤشر التنمية البشرية                                      | 0.533            | 0.654                        |
| رمز المكالمات الدولي                                      | +244             | +964                         |
| رمز الإنترنت                                              | .ao              | .iq                          |
| المنطقة الزمنية                                           | ت ع م+01:00      | ت ع م+03:00، ت ع م+04:00     |

## منظمات دولية مشتركة
يشترك البلدان في عضوية مجموعة من المنظمات الدولية، منها:
| علم المنظمة | اسم المنظمة                        | تاريخ انضمام أنغولا | تاريخ انضمام العراق |
| ----------- | ---------------------------------- | ------------------- | ------------------- |
|             | منظمة الشرطة الجنائية الدولية      | ?                   | ?                   |
|             | منظمة حظر الأسلحة الكيميائية       | ?                   | ?                   |
|             | مؤسسة التمويل الدولية              | 19 سبتمبر 1989      | 27 ديسمبر 1956      |
|             | يونسكو                             | 11 مارس 1977        | 21 أكتوبر 1948      |
|             | البنك الدولي للإنشاء والتعمير      | 19 سبتمبر 1989      | 27 ديسمبر 1945      |
|             | مؤسسة التنمية الدولية              | 19 سبتمبر 1989      | 29 ديسمبر 1960      |
|             | الأمم المتحدة                      | 1 ديسمبر 1976       | 21 ديسمبر 1945      |
|             | وكالة ضمان الاستثمار متعدد الأطراف | 19 سبتمبر 1989      | 6 أكتوبر 2008       |
|             | الاتحاد الدولي للاتصالات           | 13 أكتوبر 1976      | 12 نوفمبر 1928      |
|             | الاتحاد البريدي العالمي            | ?                   | ?                   |

## وصلات خارجية
- موقع وزارة الخارجية الأنغولية
- موقع وزارة الخارجية العراقية